# 고성 옥천사 연대암 지장시왕도
고성 옥천사 연대암 지장시왕도(固城 玉泉寺 蓮臺庵 地藏十王圖)는 대한민국 경상남도 고성군 옥천사에 있는 지장시왕도이다. 2017년 11월 30일 경상남도의 유형문화재 제619호로 지정되었다.

## 개요
고성 옥천사 지장시왕도는 조선후기 불화로는 앞서는 시기에 해당되는 1732년에 조성된 불화이자 세부적인 표현기법 및 뛰어난 설체법 등을 보여주고 있는 화격이 상당히 높은 작품이다. 특히 18세기 전반의 지장시왕도 특징을 잘 간직한 작품일 뿐만 아니라 이 불화를 제작한 화승들 또한 경상도 일원에서 활동한 새롭게 주목되는 화승들이라는 점에서 학술적 자료 가치가 있다.

## 참고 문헌
- 고성 옥천사 연대암 지장시왕도 - 국가유산청 국가유산포털